# Carl Johan Perne

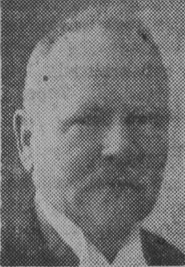
Carl Johan Perne.

Carl Johan Perne, fram till 1910-talet Carlsson, född 15 januari 1870 i Rågåker, Stora Tuna socken, död 23 januari 1950 i Hedemora, var en svensk arkitekt.
Perne var son till hemmansägare Pers Carl Ersson. Han genomgick en kortare kurs vid Bachmanska slöjdskolan i Hedemora och därefter en kurs vid Fornby folkhögskola. 1894-97 studerade han vid byggnadsyrkesavdelningen vid Tekniska skolan till byggnadsingenjör. Perne praktiserade en tid vid Agi Lindegrens arkitektkontor. 1897 blev han stadskassör och drätselkammarens sekreterare i Hedemora och 1907 drätselkammarens tekniska biträde. Betelkapellet på Åsgatan i Hedemora blev Pernes första verk 1902. Bland hans övriga verk märks skofabrikör P. J. Bergstrands hus vid Åsgatan 1902-03, V. A. Grundins handelshus (gamla järnhandeln) vid Hökartorget 1905-06, polishus och brandstation vid Åsgatan 1911, Åsgatan 61 med bostadshus och biograf ("Sagabiografen") 1918. Utanför Hedemora ritade han även flera byggnader i Avesta samt turisthotellet i Säter. Hans sista större arbete blev Södra Dalarnas Sjukhem ("Slottet") på Landsgatan i Hedemora 1928-30. Perne var även vice brandchef, från 1908 brandchef i Hedemora och suppleant i byggnadsstyrelsen.

## Verk i urval

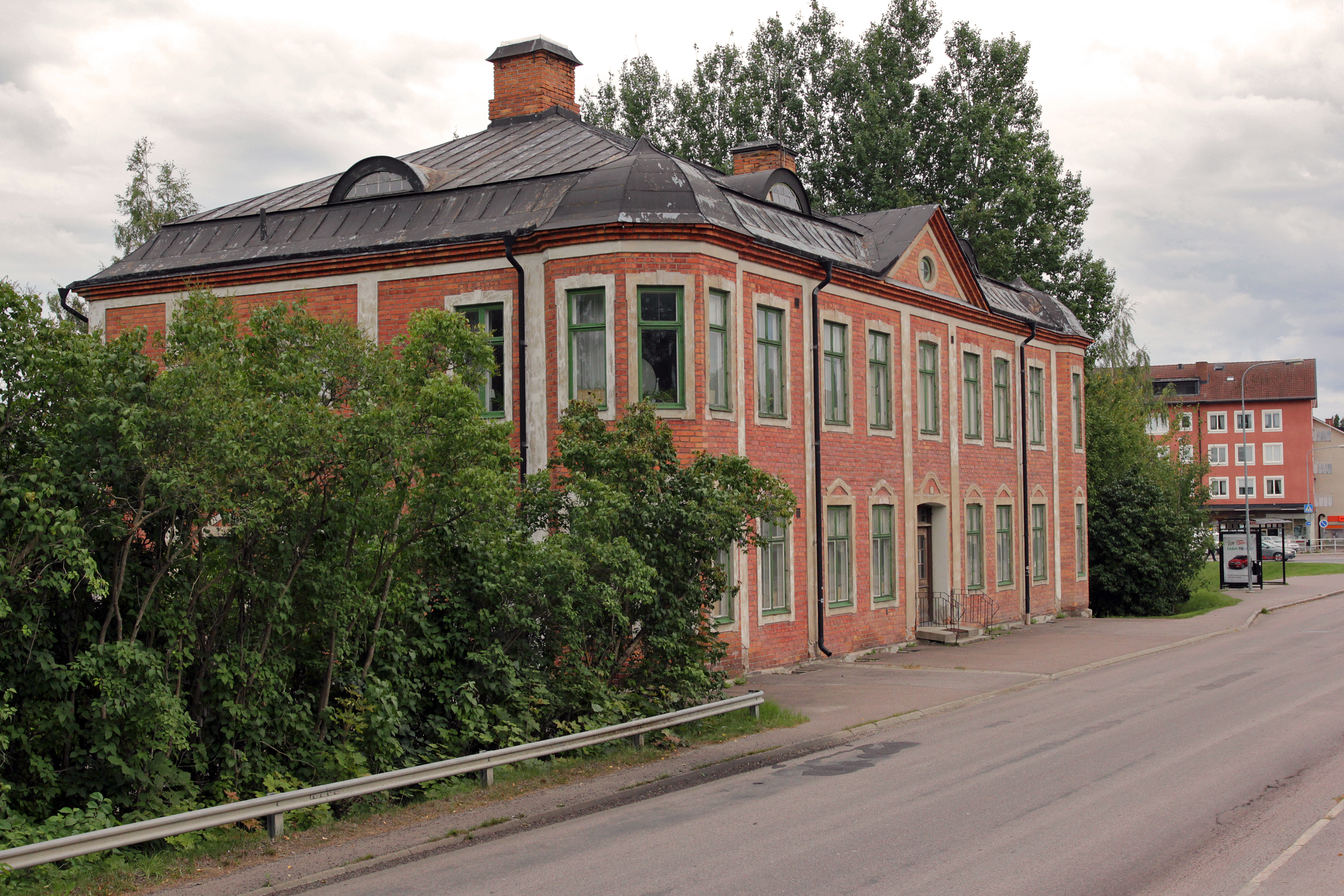
Bergstrandska huset, Hedemora
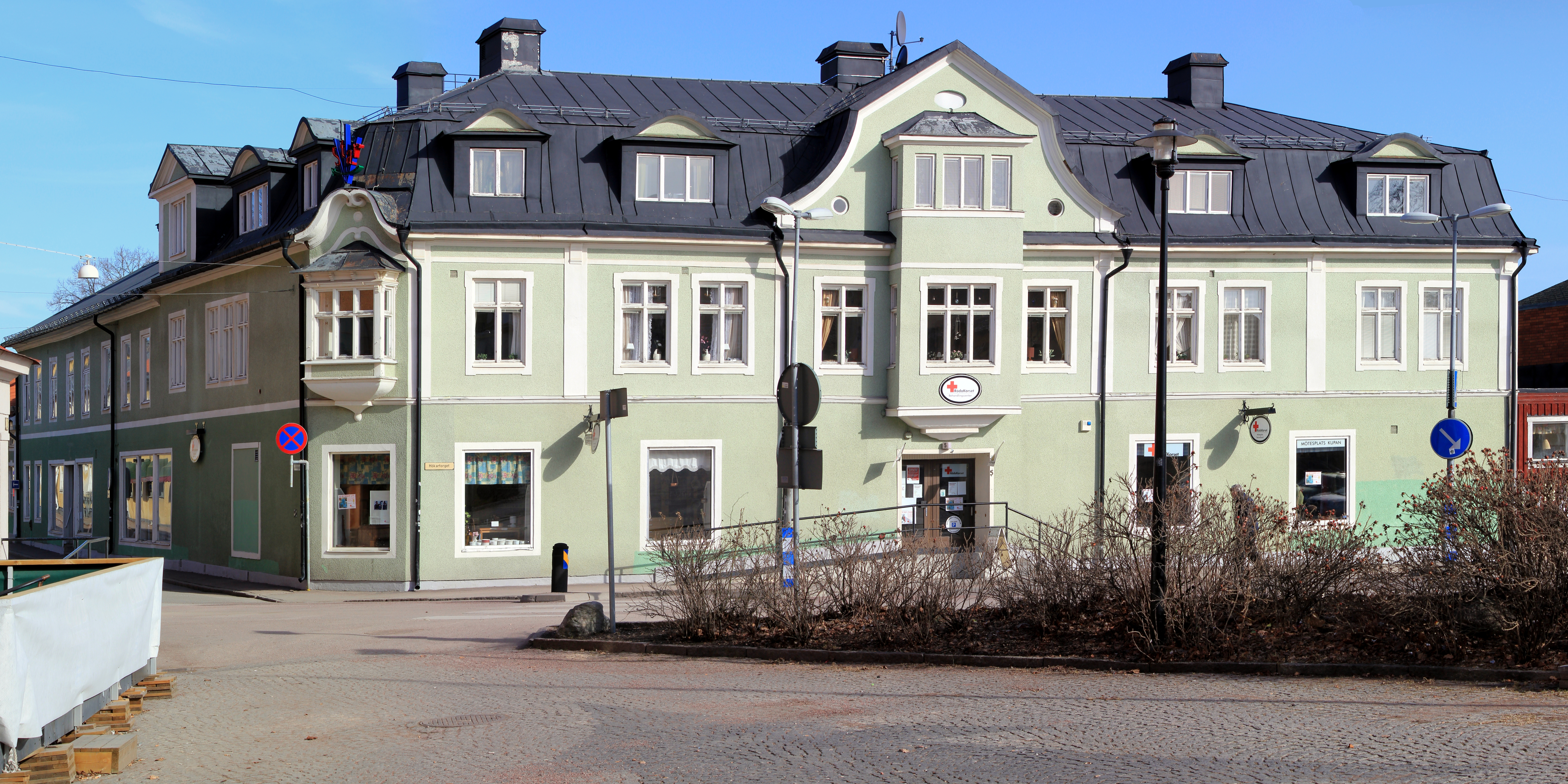
Järnhandelns hus, Hedemora
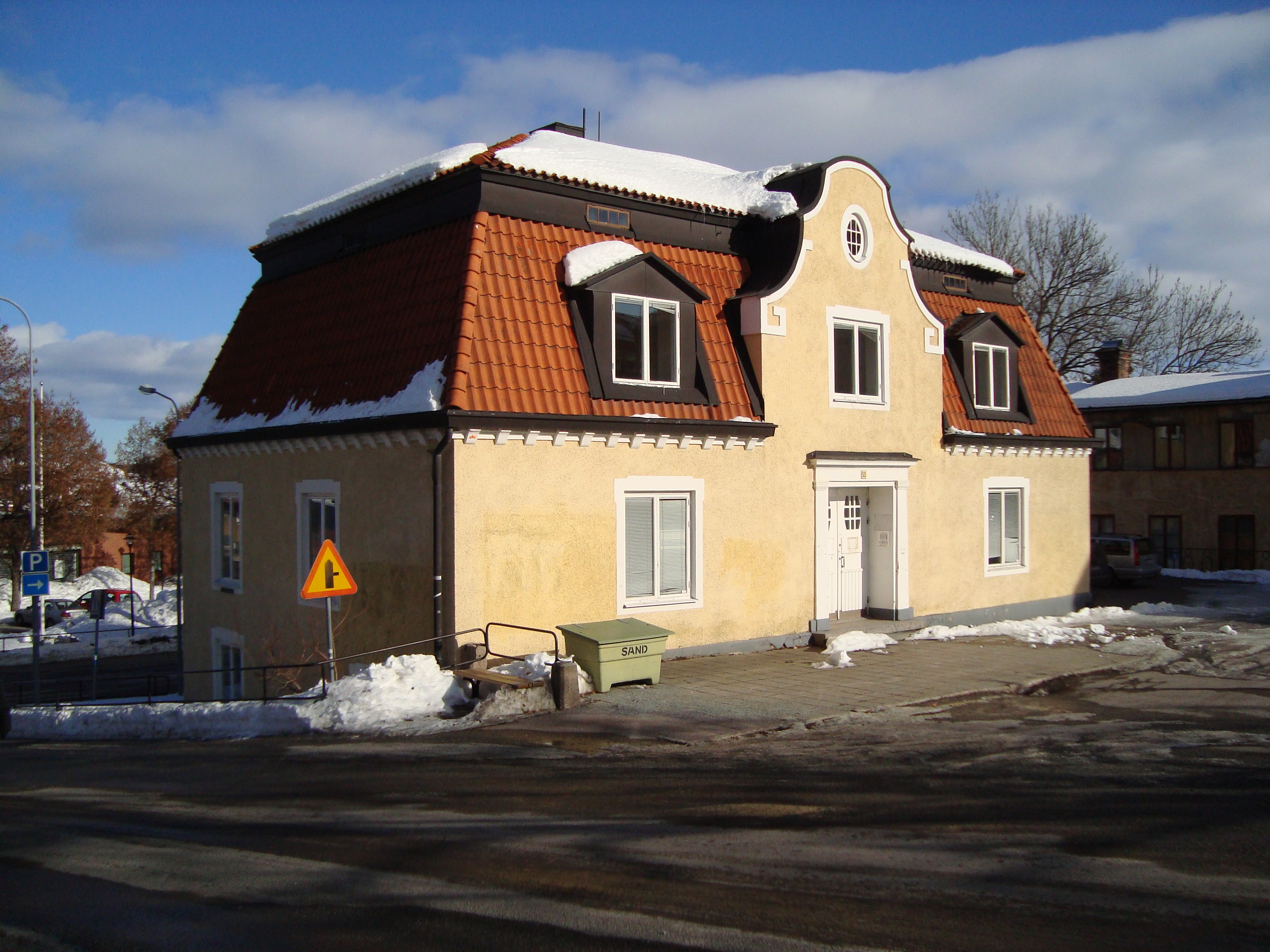
Polishuset, Hedemora
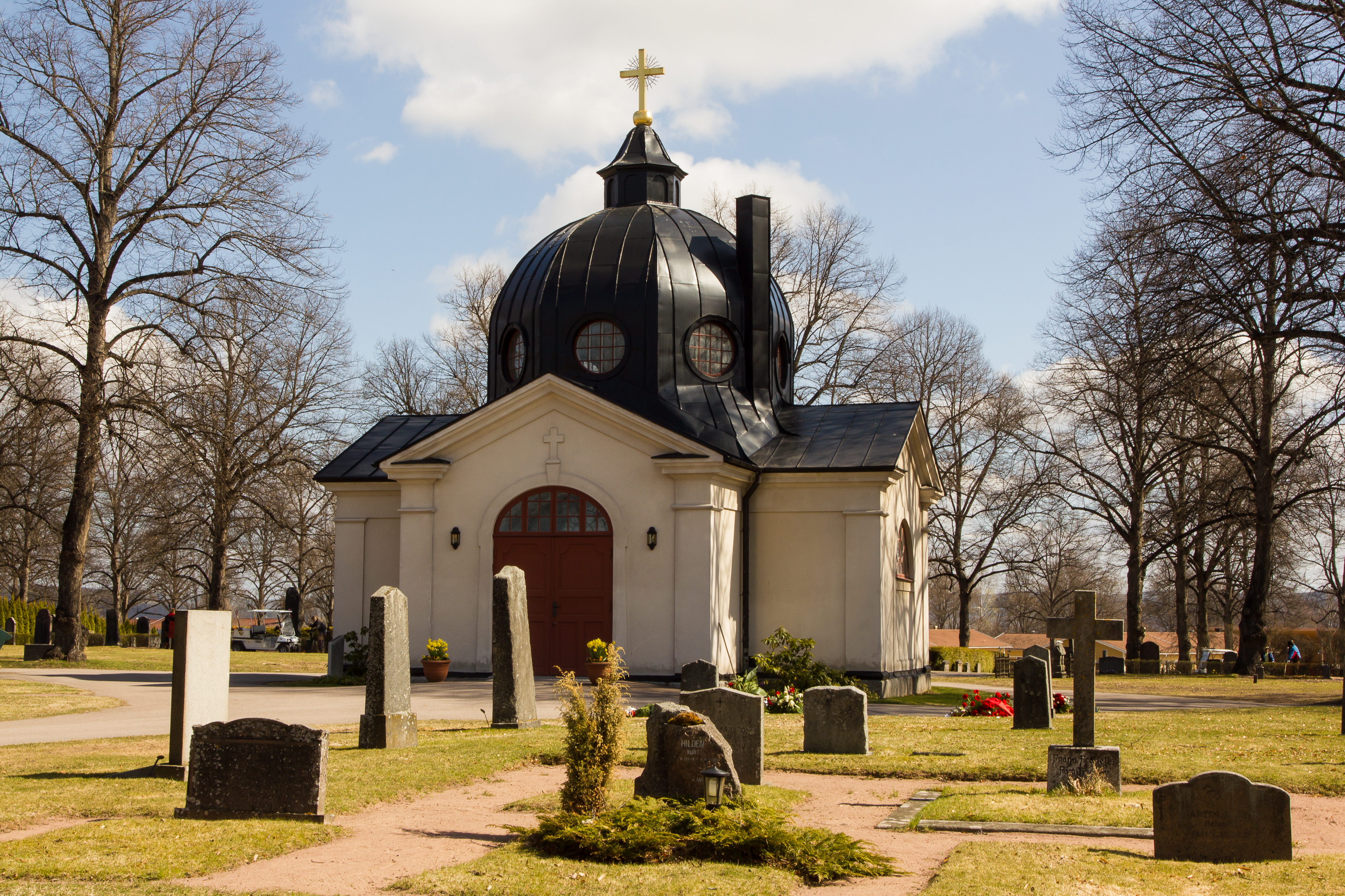
Kapellet på Hedemora kyrkogård
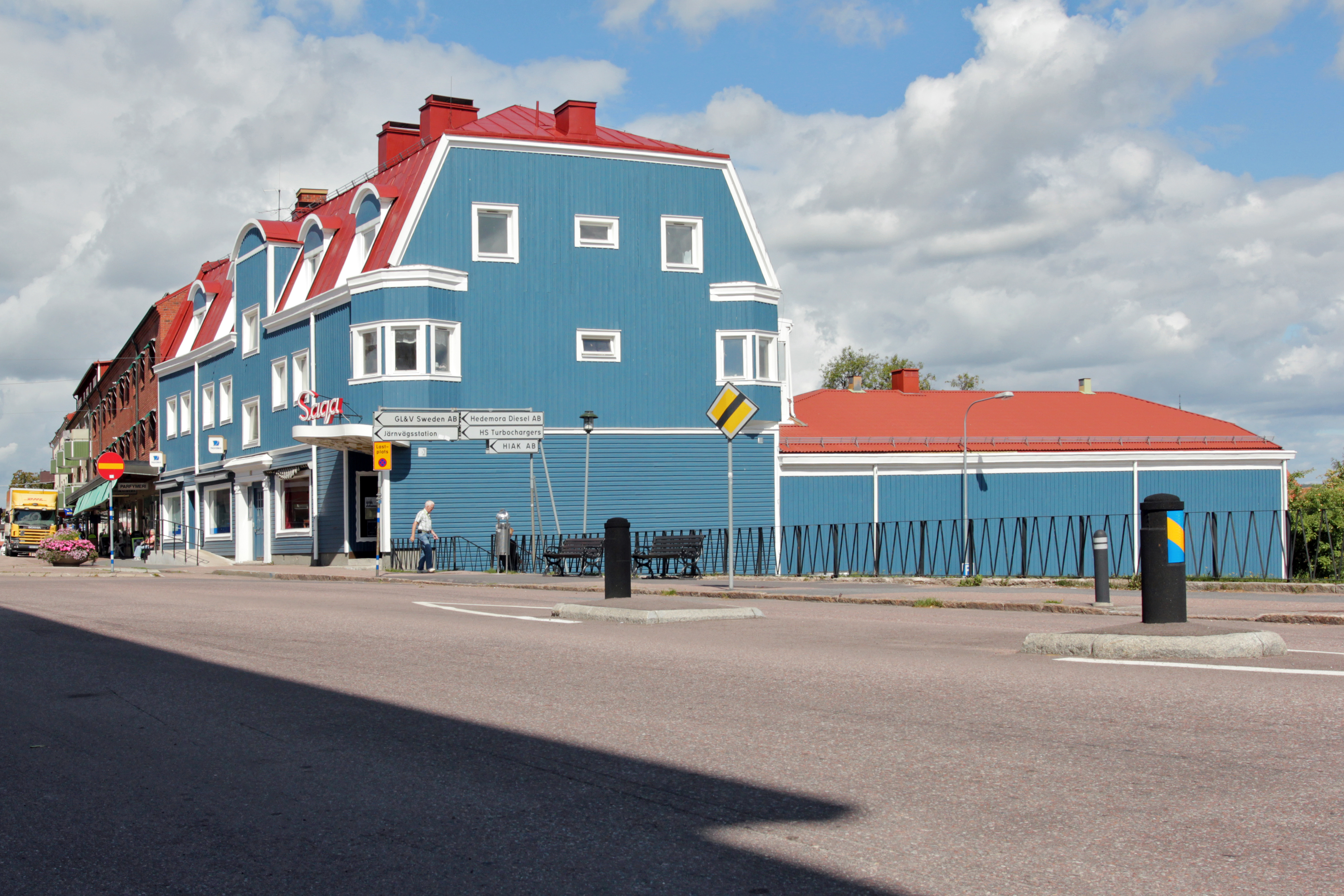
Sagabiografen, Hedemora